# Репродуктивна уметност
Репродуктивна уметност (лат. reproductivus, поново стварати) је свака она уметност (вештина) која се бави репродукцијом или извођењем дела које већ постоје. 
Ту спадају:
1. Глума
2. Музика (певач, инструменталиста, диригент)
3. Балет
4. Филм
5. Графика
6. Фотографија